# Chicago Transit Authority
Pour les articles homonymes, voir CTA.
La Chicago Transit Authority, connue sous l'acronyme CTA, est l'opérateur des transports publics de la ville de Chicago, dans l'État de l'Illinois, aux États-Unis. Elle est la seconde entreprise du genre aux États-Unis et la quatrième en Amérique du Nord. La CTA offre des lignes de bus et de métro à travers la ville de Chicago et à destination de 35 communes de sa proche banlieue ainsi que la desserte des aéroports de Midway et O'Hare.
La CTA emploie près de 12 000 personnes et son directeur actuel est Dorval L. Carter. Le siège de la CTA est situé au 567 West Lake Street, dans le centre-ville de Chicago (secteur financier du Loop).
La Chicago Transit Authority est une compagnie indépendante créée par une législature de l'État de l'Illinois, qui vit le jour le 1er octobre 1947 grâce à l'achat et à la fusion des entreprises de transport Chicago Rapid Transit Company (CRT) et Chicago Surface Lines (CSL). En 1952, la CTA racheta les actifs de la Chicago Motor Coach Company, qui était jusqu'alors détenue par  le fondateur de la Yellow Cab Company, John Daniel Hertz.
Aujourd'hui, la CTA est l'une des trois sociétés de transport subventionnées et contrôlées par la Regional Transportation Authority (RTA), l'autorité organisatrice de transports dans l'aire métropolitaine de Chicago.

## Historique

### Dates importantes du transport à Chicago
| Date              | Mise en service                                                               |
| ----------------- | ----------------------------------------------------------------------------- |
| 25 avril 1859     | Mise en service du premier tram Hippomophile                                  |
| 28 janvier 1882   | Mise en service du premier Cable Car                                          |
| 2 octobre 1890    | Mise en service du premier tramway électrique                                 |
| 6 juin 1892       | Inauguration du métro de Chicago (the ‘L’)                                    |
| 18 octobre 1897   | Inauguration de l'Union Loop                                                  |
| 25 mars 1917      | Mise en service du premier autobus                                            |
| 17 avril 1930     | Mise en service du premier Trolleybus                                         |
| 17 octobre 1943   | Ouverture du State Street Subway                                              |
| 1er octobre 1947  | Création de la Chicago Transit Authority (CTA)                                |
| 25 février 1951   | Ouverture du Milwaukee-Dearborn Subway                                        |
| 21 juin 1958      | Retrait du dernier Tramway de Chicago                                         |
| 22 juin 1958      | Inauguration de la Congress Branch dans la médiane de l'autoroute Eisenhower  |
| 20 avril 1964     | Inauguration de la ligne jaune                                                |
| 28 septembre 1969 | Inauguration de la Dan Ryan Branch dans la médiane de la Dan Ryan Expressway  |
| 1er février 1970  | Inauguration de la Kennedy Extension dans la médiane de la Kennedy Expressway |
| 3 septembre 1984  | Inauguration du métro jusqu'à l'aéroport international O'Hare                 |
| 21 février 1993   | Restructuration et différenciation des lignes du métro par des couleurs       |
| 31 octobre 1993   | Inauguration du métro jusqu'à l'aéroport international Midway                 |
| 18 août 1997      | Introduction des cartes à bande magnétique sur le réseau                      |
| 25 juin 2006      | Inauguration de la ligne rose                                                 |

### Historique de la CTA

Plan du métro de Chicago.

En 1947, sous l'impulsion de la ville, la Chicago Transit Authority a repris les actifs des sociétés de transport en commun Chicago Rapid Transit Company et Chicago Surface Lines, gestionnaire du réseau de tramways.
L'objectif premier étant pour la Chicago Transit Authority de moderniser le métro de Chicago, de remplacer des voitures vétustes en bois avec de nouveaux modèles en acier et de redéfinir l'infrastructure du réseau en espaçant notamment les stations ou en remplaçant les ponts. Ceci outre les investissements réalisés se fit en défaveur du large réseau de tram hérité. Le réseau de tram fut progressivement réduit à l'image d'une ville en pleine mutation qui fit place aux autoroutes entrainant ainsi la disparition de quartiers insalubres et de plusieurs centaines de kilomètres de tramway.
Il fut dès lors décidé de revendre et de mettre au rebut les tramways reçus en héritage de la Chicago Surface Lines (3100 tramways au total) pour ne conserver que ceux attachés aux lignes majeurs du réseau. La Chicago Transit Authority remplaça progressivement ses services par des bus dont le coût d’exploitation était nettement inférieur.
Une partie du matériel obsolète de la dernière commande de PCC fut désossé et utilisé pour la construction des rames de la série 6000 du métro de Chicago en 1950. Du réseau de la Chigaco Surface Lines qui gérait encore plus d'une centaine de lignes de tram en 1945, il n'en restait plus que 24 en 1952.

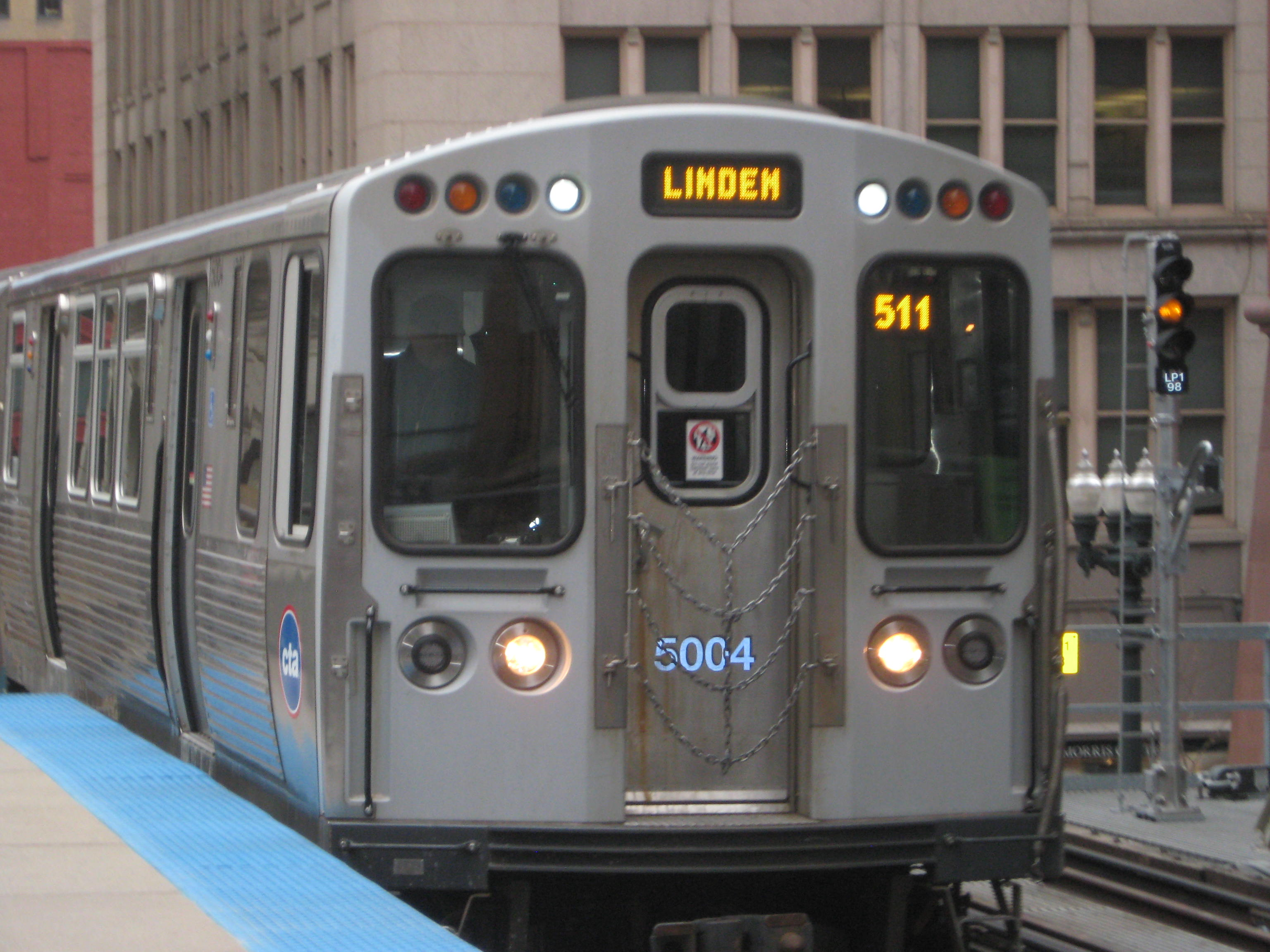
Une rame de la série 5000.

En 1951, la CTA inaugura le deuxième tunnel de métro de la ville de Milwaukee-Dearborn Subway, tandis que commence la réorganisation du métro de Chicago (‘L’) avec la fermeture de plusieurs tronçons moins fréquentés comme la Westchester Branch, la Kenwood Branch ou la Humboldt Park Branch qui sont, comme les lignes de tramways remplacées par des bus.
En 1958, Le dernier tramway de Chicago fut retiré du service au même moment que l'inauguration d'une première mondiale avec l'ouverture d'une ligne de métro au milieu d'une autoroute, la Congress Branch. La méthode est utilisée pour la Dan Ryan Branch en 1969 et pour la O'Hare Branch en 1970 et 1984.
En 1993, la CTA réorganise son réseau et adopte des couleurs différentes pour chacune de ses lignes. Il est également décidé de supprimer le système de desserte express via le système AB. Ce dernier disparaitra définitivement en 1995. Fin 1993, la CTA ouvre au départ du Loop la nouvelle ligne orange jusqu'au deuxième aéroport de la ville : Midway (14 800 mètres de nouvelles voies).
En janvier 1994, la verte est, vu la vétusté de ses ponts fermée pendant deux ans afin de les remplacer. plusieurs stations disparaissent afin d'améliorer la vitesse commerciale et d'être mieux implanté aux carrefours stratégique. Elle rouvre en 1996 et la plupart de ses stations ont été équipées dès ce moment d'accès pour les personnes handicapées.
En juin 2006, la CTA ouvrit la rose avec une livrée de rames entièrement roses pour l'occasion. Celle-ci reprit l'ancienne branche de la bleue vers 54th/Cermak en étant déviée sur le Loop par le trajet de la verte et la remise à neuf du Paulina Connector. Ce dernier était exclusivement utilisé comme voie de garage pour les depuis 50 ans depuis l'abandon de la desserte commerciale. Le nouveau tracé de cette ne nécessita dès lors aucune construction lourde mais offrit une cadence et une régularité plus importante de train aux voyageurs sur la Douglas Branch.

## La CTA aujourd'hui
La Chicago Transit Authority couvre les limites de la ville de Chicago et 35 communes de sa banlieue proche. Un total de 468 millions de voyages a été comptabilisés en 2018.
Certaines lignes de la CTA fonctionnent 24 heures/24 et 7j/7 et son réseau transporte une moyenne de 1,7 million de passagers par jour sur ses réseaux de métro et de bus. 
1 million de passagers voyagent chaque jour sur le réseau de bus pour 700 000 passagers dans le métro.
La Chicago Transit Authority emploie plus de 11 000 personnes pour faire fonctionner le système chaque jour. Le système est le deuxième en importance aux États-Unis. Seule la vaste Metropolitan Transportation Authority (MTA) de New York est plus importante.

### Métro

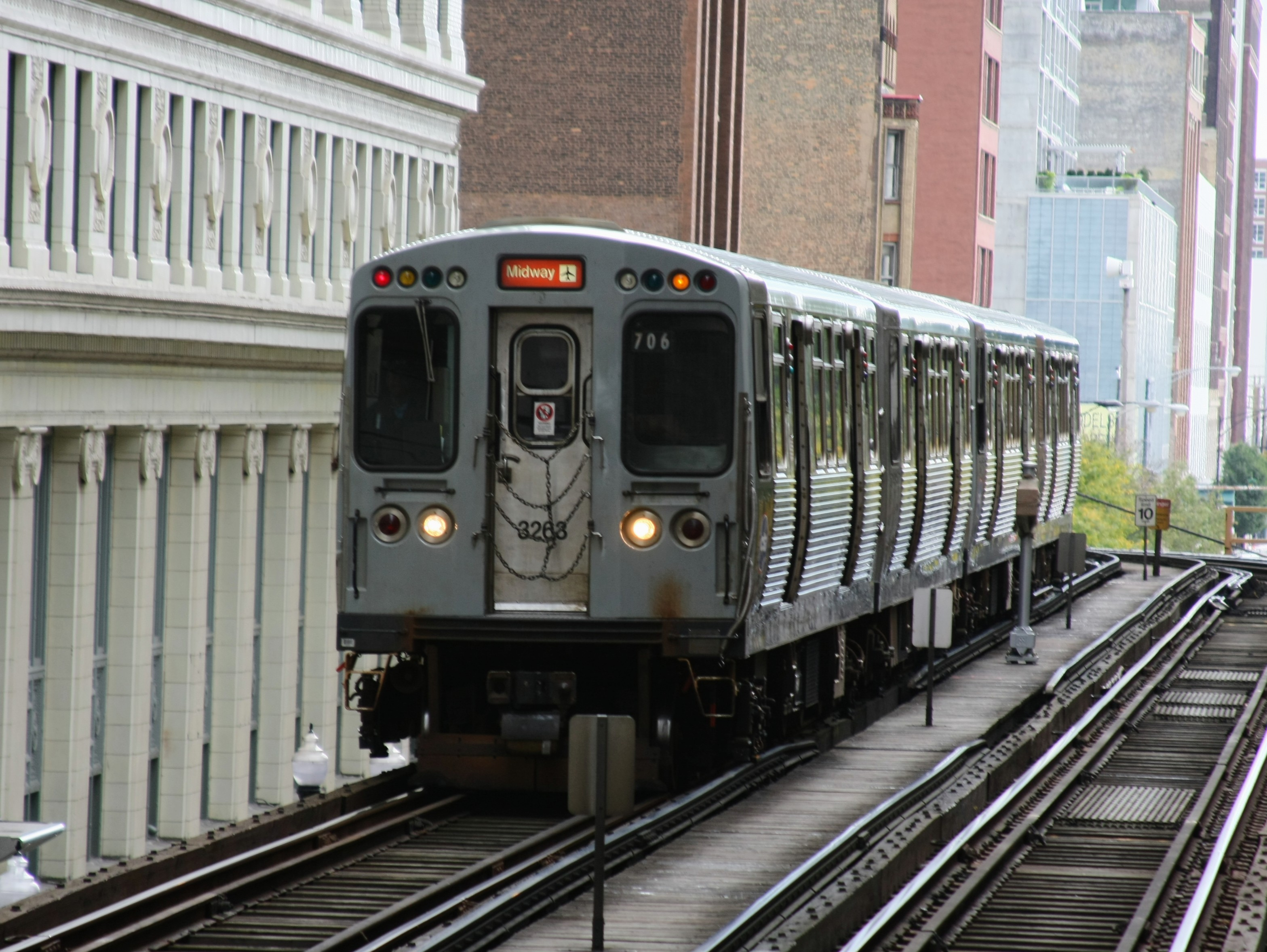
Une rame de la série 3200 sur la ligne orange.

Le réseau est long de 171 kilomètres et possède 8 lignes, 151 stations, 19,5 kilomètres en tunnel avec 21 stations, 59 kilomètres en surface avec 41 stations et 92 kilomètres en aérien avec 89 stations. Le métro possède 1190 rames. La majeure partie des lignes et des stations sont dans la ville de Chicago excepté plusieurs kilomètres aux extrémités des branches des lignes rose (Cicero), mauve (Evanston et Wilmette), jaune (Skokie), verte et bleue (Forest Park).
Les stations sont toutes dénommées selon le nom de la rue ou de l'avenue qu'elles croisent. Ceci explique que plusieurs stations portent le même nom (Pulaski, Chicago ou Kedzie par exemple).
Il est le troisième réseau de métro des États-Unis en matière de fréquentation, derrière New York et Washington et le deuxième réseau du continent américain en matière de kilométrage et de nombre de station derrière celui de New York.

### Réseau des bus

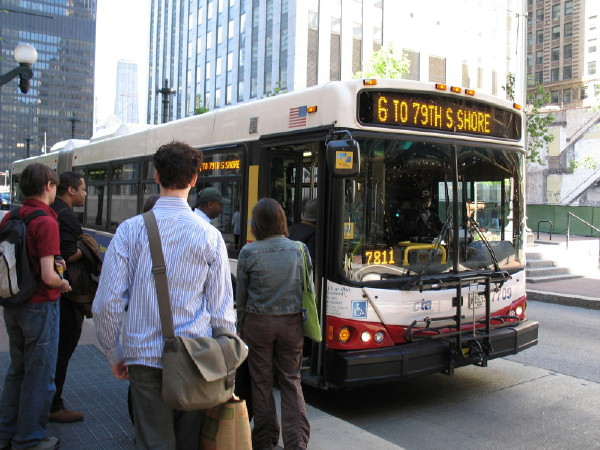
Un bus de la CTA.

Depuis la reprise des actifs des différentes compagnies de transport de Chicago, les véhicules de la CTA étaient reconnaissables à leur couleur verte qui habillait les bus et les rames de métro de la ville. Avec la livraison des autobus RTS TMC en 1991, un ordre de couleurs plus patriotiques fut adopté avec une ligne bleue et une ligne rouge sur un fond blanc. La couleur verte disparut entièrement en 1996 grâce au renouvellement massif de sa flotte de bus tandis que les rames plus anciennes encore en fonction (Les 2200 par exemple) conservèrent leur aspect métallisé.
En 2018, les bus de la CTA ont transporté plus de 242 millions de passagers (soit 663 000 personnes par jour) et le métro environ 226 millions de passagers (soit 619 178 personnes par jour). Les bus transportent environ un million de passagers par jour et desservent plus de 12 000 arrêts de bus à travers la ville de Chicago et 35 municipalités de la proche banlieue.

#### Flotte de bus
La flotte de bus de la CTA est de plus de 2000 véhicules répartis sur 154 lignes et sur 3 658 km au total desservant 12 000 arrêts. Dans un effort toujours plus écologique, la CTA a échangé 170 de ses bus pour des bus mi-électriques/mi-diesel, et attendant 900 nouveaux bus hybrides qui viendront s'ajouter à sa flotte.

#### Dépôts des bus
- Forest Glen Garage, 5419 W. Armstrong Ave. (Elston/Bryn Mawr)
- North Park Garage, 3112 W. Foster Ave. (Foster/Albany)
- Chicago Garage, 642 N. Pulaski Road (Chicago/Pulaski)
- Kedzie Garage, 358 S. Kedzie Ave. (Van Buren/Kedzie)
- Archer Garage, 2600 W. Pershing Road (Pershing/Archer/Rockwell)
- 74th Garage, 1815 W. 74th St. (74th/Wood)
- 77th Garage, 210 W. 79th St. (79th/Wentworth)
- 103rd Garage, 1602 E. 103rd St. (103rd/Stony Island)

## Titres de transport[11]

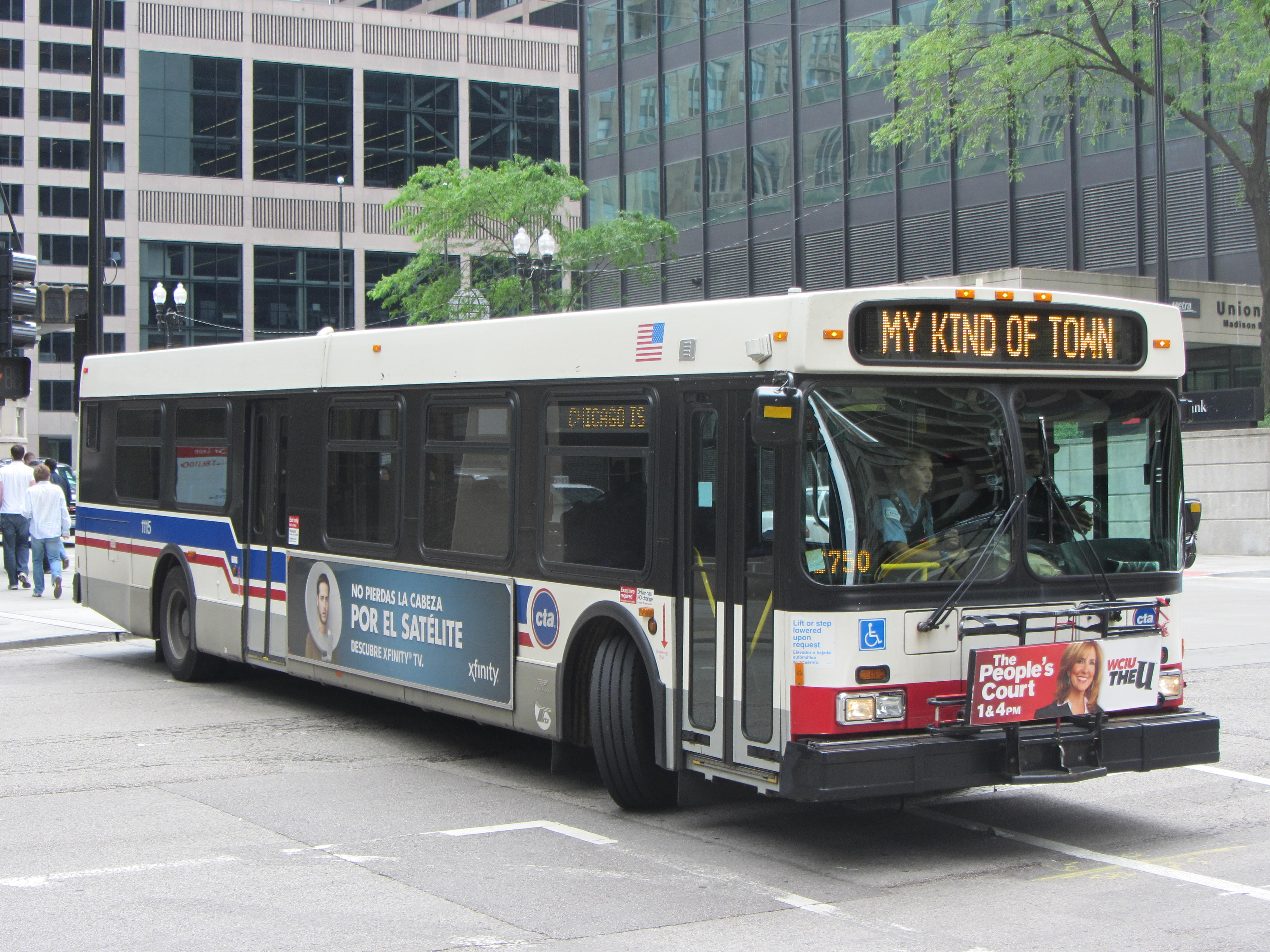
Bus de la CTA.

La CTA permet aux passagers de monter à bord d'un bus d’y payer en cash (2,25 $ pour un trajet), via une Metrocard (carte à piste magnétique prépayée ou pass de plusieurs jours  dans un automate de la CTA) ou via la Chicago Card (même système que pour la Metrocard mais fonctionne sur le principe d’une carte à puce sans contact et ne doit par conséquent pas être oblitérée). Dans le métro, seuls les deux derniers titres de transport sont acceptés afin de fluidifier l’accès aux rames et éviter de longues files d’attente devant les guichets.
Une exception est toutefois liée aux concerts ou aux grandes manifestations sportives desservies par un point d’arrêt de la CTA (comme pour les matchs des Cubs à Wrigley Field ou des White Sox au Guaranteed Rate Field par exemple)
Les distributeurs de tickets sont également disponibles dans les terminaux ferroviaires du Metra (Union Station, l’Ogilvie Transportation Center, Millennium Station et la LaSalle Street Station) depuis 2006.
Les pass sont disponibles sous plusieurs formules et offre un nombre de voyages illimités sur le réseau pour une journée (5,75 $), trois jours (14 $), sept jours (23 $) ou  trente jours (86 $).
Une réduction est octroyée aux personnes âgées, aux personnes à mobilité réduite, aux élèves des écoles publiques de Chicago et de Evanston ou encore aux étudiants de certaines universités de la région.

## Le vélo dans la CTA
Afin de favoriser le cyclotourisme à Chicago, les vélos sont autorisés dans les véhicules de la CTA tous les jours de la semaine ou les jours fériés sauf durant les heures de pointe (7:00-9h00 et 16:00-18:00 h) du lundi au vendredi. Les vélos sont interdits le jour de l’Independance Day, le 4 juillet.
Plusieurs stations Divvy, le système de vélocation en libre service et en location longue durée de la ville de Chicago, se trouvent à proximité des arrêts de bus et des stations du métro.
La flotte de bus de la CTA est complètement équipée de support pour deux vélos à l'avant du véhicule.
Si les véhicules sont bondés, un opérateur de la CTA peut néanmoins refuser l’accès au véhicule ou demander au cycliste de descendre et d’attendre le véhicule suivant. Un maximum de deux vélos est autorisé par voiture dans le métro. Par exemple, si la rame est composée de quatre voitures, huit vélos sont autorisés à bord de la rame.
Seuls les vélos standards sont autorisés, les tandems ne sont pas autorisés.
Ces restrictions ne s’appliquent pas aux vélos pliables.

## L'émission de la CTA
La Chicago Transit Authority anime Connexions, une émission de télévision mensuelle avec comme présentateur Omar Barragan, qui a remplacé Jeane Spearrow en juin 2010. Le spectacle est diffusé sur la chaîne publique de la ville de Chicago CN 100 et sur YouTube. Il contient des nouvelles du réseau de la CTA, Les gagnants du concours "Rodéo" (des titres de transports gratuits) et des reportages pour les employés les plus particuliers de la CTA. L’émission comporte également une nouvelle section culturelle qui consiste à explorer les différents quartiers et les attractions de Chicago.
Le programme peut être suivi en ligne :  http://www.transitchicago.com/news_initiatives/connections.aspx

## Sécurité

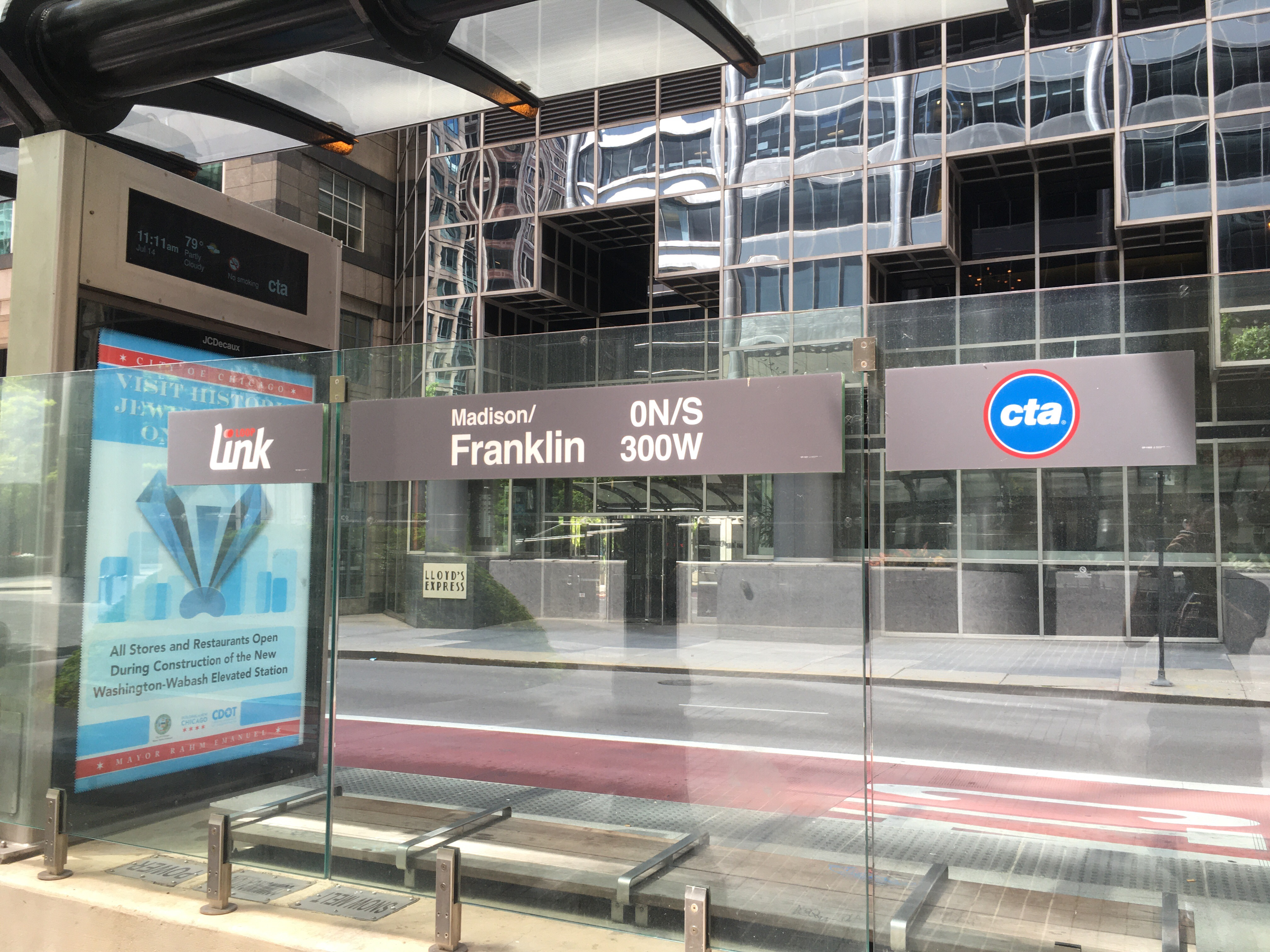
Un arrêt de bus de la CTA.

La sécurité sur le réseau CTA est assurée par le Chicago Police Department (CPD), la police de la ville de Chicago. Après les attentats du 11 septembre 2001, la Chicago Transit Authority a lancé, comme à New York sur le réseau de la MTA, une grande campagne publicitaire : « If You See Something, Say Something ». La présence de postes de police dans plusieurs stations et la présence de policiers dans les rames et sur les quais des stations sécurise le réseau qui est considéré comme sûr par les habitants. Le nombre de délits dans le métro a chuté de 76 % depuis 1990. Le Chicago Police Department poursuit activement les vandales (en particulier les graffeurs sur le réseau du métro), plusieurs personnes ayant été inculpées pénalement pour leurs actes durant cette période.
Il est possible d'entrer en contact avec un opérateur de la Chicago Transit Authority dans les rames et dans les stations grâce aux bornes “operator call”.
Un système de caméra en temps réel a été installé dans chacune des stations du réseau que ce soit sur les quais ou dans les salles de guichets. Les rames Bombardier de la série 5000 sont toutes équipées dès leur livraison tandis que la Chicago Transit Authority aura terminé l'installation de ces systèmes dans l'ensemble de ses rames d'ici à fin 2011. Les images sont relayées vers le Chicago Transit authority Control Center (centre de contrôle de la CTA) et vers le service d'intervention d’urgence qui informe le conducteur de tout incident afin qu'il puisse immobiliser la rame le cas échéant.